# Barbro Rosen
Barbro Maria Rosen, född 14 februari 1954 i Snårberg, Nyskoga församling, Värmland, är en svensk målare.
Rosen studerade för några äldre värmländska konstnärer och har varit verksam som konstnär sedan 1970-talet i Borgholm och Värmland. Separat har hon ställt ut på bland annat Galleri Art By 45 i Sunne, Svenshult på Hammarö, Karlstad, Kristinefors Folkets hus, och Galleri Rosen på Öland.            
Hennes konst består mestadels av naturmotiv från Värmland och Borgholm i olja eller akvarell.